# بانو با سگ ملوس (فیلم)
«بانو با سگ ملوس» (روسی: Дама с собачкой) فیلمی از  یوسف خیفیتس محصول سال ۱۹۶۰ است که بر اساس داستان بانو با سگ ملوس اثر چخوف ساخته شد.